# دبستان مذاهب

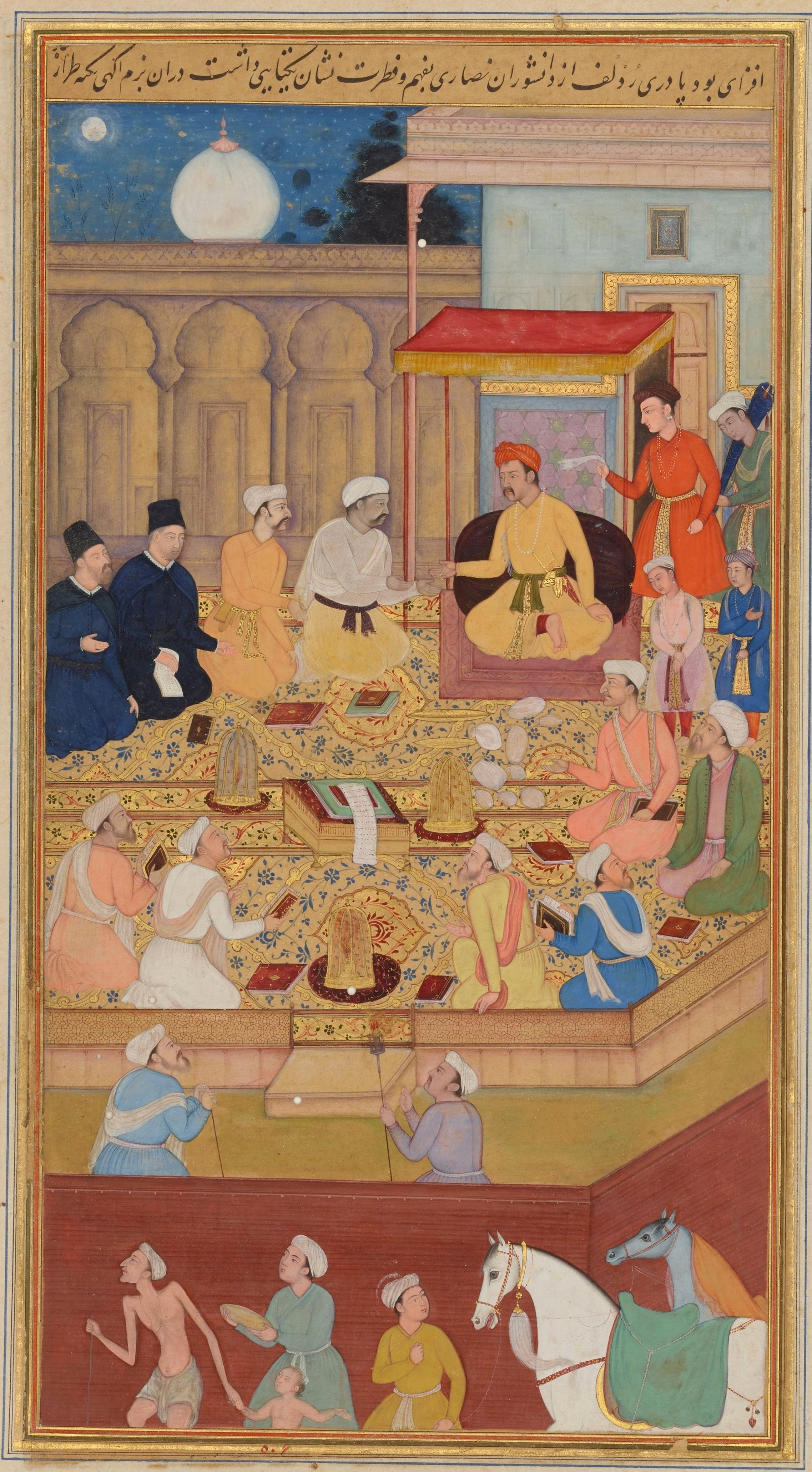

دبستان المذاهب هو كتاب فارسي في المذاهب والملل المختلفة، وهو مجهول المؤلف.
الكتاب عرض للمذاهب الدينية المنتشرة في الهند في القرن الحادي عشر الهجري / السابع عشر الميلادي، وفي ختامه درس عن الفلاسفة المشائين وأتباع الأفلاطونية المحدثة. اكتشفه وليم جونز سنة 1787 م.
قال البغدادي في ذيل كشف الظنون: «دبستان مذاهب - فارسي في المذاهب المختلفة في الهند تأليف مؤبد شاه المهتدى صنفه لأكبر شاه من ملوك الهند أولها أي نام تو سر دفتر أطفال دبستان الخ». إلا أن الطهراني قال أنه لا وجه لنسبة الكتاب لمؤبد شاه المهتدى، واكتفى بالقول بأن المؤلف «من شعراء أواسط القرن الحادي عشر الذين استوفى جلهم النصر آبادي في تذكرته».
كما ذكر الطهراني أن الكتاب طبع في بمبئي سنة 1262 هـ.

## أبواب الكتاب
قسّم المؤلف كتابه إلى 12 تعليماً، وهي:
| - پارسيان - هندوان - قراتبتيان - اليهود - النصارى - المسلمين | - الصادقية - الواحدية - روشنينان - الإلهية - الحكماء - الصوفية |